# 일본의 환경대신
환경대신(일본어: 環境大臣 간쿄다이진[*])은 환경성의 장으로, 국무대신이다.

## 역대 대신

### 환경청 장관
| 대수      | 이름                           | 내각                             | 내각                                         | 임기                              | 소속 정당 | 비고              |
| --------- | ------------------------------ | -------------------------------- | -------------------------------------------- | --------------------------------- | --------- | ----------------- |
| 초대      | 야마나카 사다노리 (山中貞則)   | 제3차 사토 내각                  | 제3차 사토 내각                              | 1971년 7월 1일~1971년 7월 5일     |           | 총무장관 겸임     |
| 2대       | 오이시 부이치 (大石武一)       |                                  | 제3차 사토 내각 개조내각                     | 1971년 7월 5일~1972년 7월 7일     |           |                   |
| 3대       | 고야마 오사노리 (小山長規)     | 제1차 다나카 가쿠에이 내각       | 제1차 다나카 가쿠에이 내각                   | 1972년 7월 7일~1972년 12월 22일   |           |                   |
| 4대       | 미키 다케오 (三木武夫)         | 제2차 다나카 가쿠에이 내각       | 제2차 다나카 가쿠에이 내각                   | 1972년 12월 22일~1973년 11월 25일 |           |                   |
| 4대       | 미키 다케오 (三木武夫)         |                                  | 제2차 다나카 가쿠에이 내각 제1차 개조내각    | 1973년 11월 25일~1974년 7월 12일  |           |                   |
| 5대       | 모리 마쓰헤이 (毛利松平)       | 1974년 7월 12일~1974년 11월 11일 | 제2차 다나카 가쿠에이 내각 제1차 개조내각    |                                   |           |                   |
| 5대       | 모리 마쓰헤이 (毛利松平)       |                                  | 제2차 다나카 가쿠에이 내각 제2차 개조내각    | 1974년 11월 11일~1974년 12월 9일  |           |                   |
| 6대       | 오자와 다쓰오 (小沢辰男)       | 미키 내각                        | 미키 내각                                    | 1974년 12월 9일~1976년 9월 15일   |           |                   |
| 7대       | 마루모 시게사다 (丸茂重貞)     |                                  | 미키 내각 개조내각                           | 1976년 9월 15일~1976년 12월 24일  |           |                   |
| 8대       | 이시하라 신타로 (石原慎太郎)   | 후쿠다 다케오 내각               | 후쿠다 다케오 내각                           | 1976년 12월 24일~1977년 11월 28일 |           |                   |
| 9대       | 야마다 히사나리 (山田久就)     |                                  | 후쿠다 다케오 내각 개조내각                  | 1977년 11월 28일~1978년 12월 7일  |           |                   |
| 10대      | 우에무라 센이치로 (上村千一郎) | 제1차 오히라 내각                | 제1차 오히라 내각                            | 1978년 12월 7일~1979년 11월 9일   |           |                   |
| 11대      | 우치야 요시히코 (土屋義彦)     | 제2차 오히라 내각                | 제2차 오히라 내각                            | 1979년 11월 9일~1980년 7월 17일   |           |                   |
| 12대      | 구지라오카 효스케 (鯨岡兵輔)   | 스즈키 젠코 내각                 | 스즈키 젠코 내각                             | 1980년 7월 17일~1981년 11월 30일  |           |                   |
| 13대      | 하라 분베 (原文兵衛)           |                                  | 스즈키 젠코 내각 개조내각                    | 1981년 11월 30일~1982년 11월 27일 |           |                   |
| 14대      | 가지키 마타조 (梶木又三)       | 제1차 나카소네 내각              | 제1차 나카소네 내각                          | 1982년 11월 27일~1983년 12월 27일 |           |                   |
| 15대      | 우에다 미노루 (上田稔)         | 제2차 나카소네 내각              | 제2차 나카소네 내각                          | 1983년 12월 27일~1984년 11월 1일  |           |                   |
| 16대      | 이시모토 시게루 (石本茂)       |                                  | 제2차 나카소네 내각 제1차 개조내각           | 1984년 11월 1일~1985년 12월 28일  |           |                   |
| 17대      | 모리 요시히데 (森美秀)         |                                  | 제2차 나카소네 내각 제2차 개조내각           | 1985년 12월 28일~1986년 7월 22일  |           |                   |
| 18대      | 이나무라 도시유키 (稲村利幸)   | 제3차 나카소네 내각              | 제3차 나카소네 내각                          | 1986년 7월 22일~1987년 11월 6일   |           |                   |
| 19대      | 호리우치 도시오 (堀内俊夫)     | 다케시타 내각                    | 다케시타 내각                                | 1987년 11월 6일~1988년 12월 27일  |           |                   |
| 20대      | 아오키 마사히사 (青木正久)     |                                  | 다케시타 내각 개조내각                       | 1988년 12월 27일~1989년 6월 3일   |           |                   |
| 21대      | 야마자키 다쓰오 (山崎竜男)     | 우노 내각                        | 우노 내각                                    | 1989년 6월 3일~1989년 8월 10일    |           |                   |
| 22대      | 모리야마 마유미 (森山眞弓)     | 제1차 가이후 내각                | 제1차 가이후 내각                            | 1989년 8월 10일~1989년 8월 25일   |           |                   |
| 23대      | 시가 세츠 (志賀節)             | 제1차 가이후 내각                | 제1차 가이후 내각                            | 1989년 8월 25일~1990년 2월 28일   |           |                   |
| 24대      | 기타가와 이시마쓰 (北川石松)   | 제2차 가이후 내각                | 제2차 가이후 내각                            | 1990년 2월 28일~1990년 12월 29일  |           |                   |
| 25대      | 아이치 가즈오 (愛知和男)       |                                  | 제2차 가이후 내각 개조내각                   | 1990년 12월 29일~1991년 11월 5일  |           |                   |
| 26대      | 나카무라 쇼자부로 (中村正三郎) | 미야자와 내각                    | 미야자와 내각                                | 1991년 11월 5일~1992년 12월 12일  |           |                   |
| 27대      | 하야시 다이칸 (林大幹)         |                                  | 미야자와 내각 개조내각                       | 1992년 12월 12일~1993년 8월 9일   |           |                   |
| 28대      | 히로나카 와카코 (広中和歌子)   | 호소카와 내각                    | 호소카와 내각                                | 1993년 8월 9일~1994년 4월 28일    |           |                   |
| 임시 대리 | 하타 쓰토무 (羽田孜)           | 하타 내각                        | 하타 내각                                    | 1994년 4월 28일~1994년 4월 28일   |           | 내각총리대신 겸임 |
| 29대      | 하마요쓰 도시코 (浜四津敏子)   | 하타 내각                        | 하타 내각                                    | 1994년 4월 28일~1994년 6월 30일   |           |                   |
| 30대      | 사쿠라이 신 (桜井新)           | 무라야마 내각                    | 무라야마 내각                                | 1994년 6월 30일~1994년 8월 14일   |           |                   |
| 31대      | 미야시타 소헤이 (宮下創平)     | 무라야마 내각                    | 무라야마 내각                                | 1994년 8월 14일~1995년 8월 8일    |           |                   |
| 32대      | 오시마 다다모리 (大島理森)     |                                  | 무라야마 내각 개조내각                       | 1995년 8월 8일~1996년 1월 11일    |           |                   |
| 33대      | 이와타레 스키오 (岩垂寿喜男)   | 제1차 하시모토 내각              | 제1차 하시모토 내각                          | 1996년 1월 11일~1996년 11월 7일   |           |                   |
| 34대      | 이시이 미치코 (石井道子)       | 제2차 하시모토 내각              | 제2차 하시모토 내각                          | 1996년 11월 7일~1997년 9월 11일   |           |                   |
| 35대      | 오키 히로시 (大木浩)           |                                  | 제2차 하시모토 내각 개조내각                 | 1997년 9월 11일~1998년 7월 30일   |           |                   |
| 36대      | 마나베 겐지 (真鍋賢二)         | 오부치 내각                      | 오부치 내각                                  | 1998년 7월 30일~1999년 1월 14일   |           |                   |
| 36대      | 마나베 겐지 (真鍋賢二)         |                                  | 오부치 내각 제1차 개조내각                   | 1999년 1월 14일~1999년 10월 5일   |           |                   |
| 37대      | 시즈미 가요코 (清水嘉与子)     |                                  | 오부치 내각 제2차 개조내각                   | 1999년 10월 5일~2000년 4월 5일    |           |                   |
| 38대      | 시즈미 가요코 (清水嘉与子)     | 제1차 모리 내각                  | 제1차 모리 내각                              | 2000년 4월 5일~2000년 7월 4일     |           |                   |
| 39대      | 가와구치 요리코 (川口順子)     | 제2차 모리 내각                  | 제2차 모리 내각                              | 2000년 7월 4일~2000년 12월 5일    |           |                   |
| 39대      | 가와구치 요리코 (川口順子)     |                                  | 제2차 모리 내각 개조내각 (중앙 성청 개편 전) | 2000년 12월 5일~2001년 1월 5일    |           |                   |

### 환경대신
| 대수 | 이름                           | 내각                           | 내각                                         | 임기                             | 소속 정당  | 비고 |
| ---- | ------------------------------ | ------------------------------ | -------------------------------------------- | -------------------------------- | ---------- | ---- |
| 초대 | 가와구치 요리코 (川口順子)     |                                | 제2차 모리 내각 개조내각 (중앙 성청 개편 후) | 2001년 1월 6일~2001년 4월 26일   |            |      |
| 2대  | 가와구치 요리코 (川口順子)     | 제1차 고이즈미 내각            | 제1차 고이즈미 내각                          | 2001년 4월 26일~2002년 2월 8일   |            |      |
| 3대  | 오키 히로시 (大木浩)           | 제1차 고이즈미 내각            | 제1차 고이즈미 내각                          | 2002년 2월 8일~2002년 9월 30일   |            |      |
| 4대  | 스즈키 슌이치 (鈴木俊一)       |                                | 제1차 고이즈미 내각 제1차 개조내각           | 2002년 9월 30일~2003년 9월 22일  |            |      |
| 5대  | 고이케 유리코 (小池百合子)     |                                | 제1차 고이즈미 내각 제2차 개조내각           | 2003년 9월 22일~2003년 11월 19일 |            |      |
| 6대  | 고이케 유리코 (小池百合子)     | 제2차 고이즈미 내각            | 제2차 고이즈미 내각                          | 2003년 11월 19일~2004년 9월 27일 |            |      |
| 6대  | 고이케 유리코 (小池百合子)     |                                | 제2차 고이즈미 내각 개조내각                 | 2004년 9월 27일~2005년 9월 21일  |            |      |
| 7대  | 고이케 유리코 (小池百合子)     | 제3차 고이즈미 내각            | 제3차 고이즈미 내각                          | 2005년 9월 21일~2005년 10월 31일 |            |      |
| 7대  | 고이케 유리코 (小池百合子)     |                                | 제3차 고이즈미 내각 개조내각                 | 2005년 10월 31일~2006년 9월 26일 |            |      |
| 8대  | 와카바야시 마사토시 (若林正俊) | 제1차 아베 신조 내각           | 제1차 아베 신조 내각                         | 2006년 9월 26일~2007년 8월 27일  |            |      |
| 9대  | 가모시타 이치로 (鴨下一郎)     |                                | 제1차 아베 신조 내각 개조내각                | 2007년 8월 29일~2007년 9월 26일  |            |      |
| 10대 | 가모시타 이치로 (鴨下一郎)     | 후쿠다 야스오 내각             | 후쿠다 야스오 내각                           | 2007년 9월 26일~2008년 8월 2일   |            |      |
| 11대 | 사이토 데쓰오 (斉藤鉄夫)       |                                | 후쿠다 야스오 내각 개조내각                  | 2008년 8월 2일~2008년 9월 24일   |            |      |
| 12대 | 사이토 데쓰오 (斉藤鉄夫)       | 아소 내각                      | 아소 내각                                    | 2008년 9월 24일~2009년 9월 16일  |            |      |
| 13대 | 오자와 사키히토 (小沢鋭仁)     | 하토야마 유키오 내각           | 하토야마 유키오 내각                         | 2009년 9월 16일~2010년 6월 8일   |            |      |
| 14대 | 오자와 사키히토 (小沢鋭仁)     | 간 내각                        | 간 내각                                      | 2010년 6월 8일~2010년 9월 17일   |            |      |
| 15대 | 하시모토 류 (松本龍)           |                                | 간 내각 제1차 개조내각                       | 2010년 9월 17일~2011년 1월 14일  |            |      |
| 15대 | 하시모토 류 (松本龍)           |                                | 간 내각 제2차 개조내각                       | 2011년 1월 14일~2011년 6월 27일  |            |      |
| 16대 | 에다 사쓰키 (江田五月)         | 2011년 6월 27일~2011년 9월 2일 | 간 내각 제2차 개조내각                       |                                  |            |      |
| 17대 | 호소노 고시 (細野豪志)         | 노다 내각                      | 노다 내각                                    | 2011년 9월 2일~2012년 1월 13일   |            |      |
| 17대 | 호소노 고시 (細野豪志)         |                                | 노다 내각 제1차 개조내각                     | 2012년 1월 13일~2012년 6월 4일   |            |      |
| 17대 | 호소노 고시 (細野豪志)         |                                | 노다 내각 제2차 개조내각                     | 2012년 6월 4일~2012년 10월 1일   |            |      |
| 18대 | 나가하마 히로유키 (長浜博行)   |                                | 노다 내각 제3차 개조내각                     | 2012년 10월 1일~2012년 12월 26일 |            |      |
| 19대 | 이시하라 노부테루 (石原伸晃)   | 제2차 아베 신조 내각           | 제2차 아베 신조 내각                         | 2012년 12월 26일~2014년 9월 3일  |            |      |
| 20대 | 모치즈키 요시오 (望月義夫)     |                                | 제2차 아베 신조 내각 개조내각                | 2014년 9월 3일~2014년 12월 24일  |            |      |
| 21대 | 모치즈키 요시오 (望月義夫)     | 제3차 아베 신조 내각           | 제3차 아베 신조 내각                         | 2014년 12월 24일~2015년 10월 7일 |            |      |
| 22대 | 마루카와 다마요 (丸川珠代)     |                                | 제3차 아베 신조 내각 제1차 개조내각          | 2015년 10월 7일~2016년 8월 3일   |            |      |
| 23대 | 야마모토 고이치 (山本公一)     |                                | 제3차 아베 신조 내각 제2차 개조내각          | 2016년 8월 3일~2017년 8월 3일    |            |      |
| 24대 | 나카가와 마사하루 (中川雅治)   |                                | 제3차 아베 신조 내각 제3차 개조내각          | 2017년 8월 3일~2017년 11월 1일   |            |      |
| 25대 | 나카가와 마사하루 (中川雅治)   | 제4차 아베 신조 내각           | 제4차 아베 신조 내각                         | 2017년 11월 1일~2018년 10월 2일  |            |      |
| 26대 | 하라다 요시아키 (原田義昭)     |                                | 제4차 아베 신조 내각 제1차 개조내각          | 2018년 10월 2일~2019년 9월 11일  |            |      |
| 27대 | 고이즈미 신지로 (小泉進次郎)   |                                | 제4차 아베 신조 내각 제2차 개조내각          | 2019년 9월 11일~2020년 9월 16일  | 자유민주당 |      |
| 28대 | 고이즈미 신지로 (小泉進次郎)   | 스가 내각                      | 스가 내각                                    | 2020년 9월 16일~2021년 10월 4일  | 자유민주당 |      |
| 29대 | 야마구치 쓰요시 (山口壮)       | 제1차 기시다 내각              | 제1차 기시다 내각                            | 2021년 10월 4일~2021년 11월 10일 | 자유민주당 |      |
| 30대 | 야마구치 쓰요시 (山口壮)       | 제2차 기시다 내각              | 제2차 기시다 내각                            | 2021년 11월 10일~2022년 8월 10일 | 자유민주당 |      |
| 31대 | 니시무라 아키히로 (西村明宏)   | 제2차 기시다 제1차 개조내각    | 제2차 기시다 제1차 개조내각                  | 2022년 8월 10일~2023년 9월 13일  |            |      |
| 32대 | 이토 신타로 (伊藤信太郎)       | 제2차 기시다 제2차 개조내각    | 제2차 기시다 제2차 개조내각                  | 2023년 9월 13일~                 |            |      |

## 같이 보기
- 일본 환경성
- 일본의 환경부대신